# Исудён
Исудён (фр. Issoudun) — коммуна во Франции, в регионе Центр, департамент Эндр. Супрефектура округа Исудён. Административный центр кантонов Северный Исудён и Южный Исудён.
Муниципалитет расположен на расстоянии около 220 км на юг от Парижа, 105 км на юг от Орлеана, 29 км на северо-восток от Шатору.

## Население
Население — 13 627 человек (2007).
| 1793   | 1800   | 1806   | 1821   | 1831   | 1836   | 1841   | 1846   | 1851   | 1856   | 1861   | 1866   |
| ------ | ------ | ------ | ------ | ------ | ------ | ------ | ------ | ------ | ------ | ------ | ------ |
| 13 491 | 10 265 | 10 719 | 11 077 | 11 664 | 11 654 | 12 234 | 12 852 | 13 346 | 13 320 | 14 282 | 14 261 |

| 1872   | 1876   | 1881   | 1886   | 1891   | 1896   | 1901   | 1906   | 1911   | 1921   | 1926   | 1931   |
| ------ | ------ | ------ | ------ | ------ | ------ | ------ | ------ | ------ | ------ | ------ | ------ |
| 14 230 | 13 703 | 14 928 | 15 231 | 13 564 | 14 116 | 14 222 | 13 949 | 13 709 | 11 893 | 11 809 | 11 684 |

| 1936   | 1946   | 1954   | 1962   | 1968   | 1975   | 1982   | 1990   | 1999   | 2007   |
| ------ | ------ | ------ | ------ | ------ | ------ | ------ | ------ | ------ | ------ |
| 11 511 | 12 645 | 12 945 | 13 900 | 15 108 | 15 956 | 14 696 | 13 859 | 13 680 | 13 627 |

## Достопримечательности
- Белая башня (фр. La Tour Blanche) — донжон XII века
- Колокольня XII и XV веков
- Музей Hospice Saint-Roch
- Дома XV века в центре города
- Замок Фрапесль (фр. Château de Frapesle), в котором останавливался Оноре де Бальзак
- Бывшее бенедиктинское аббатство Notre-Dame d’Yssoudun, X век

## Известные люди, связанные с городом
- Огюст Борже[фр.] (1808—1877), живописец
- Оноре де Бальзак
- Леонор Фини, художница

## Фотографии

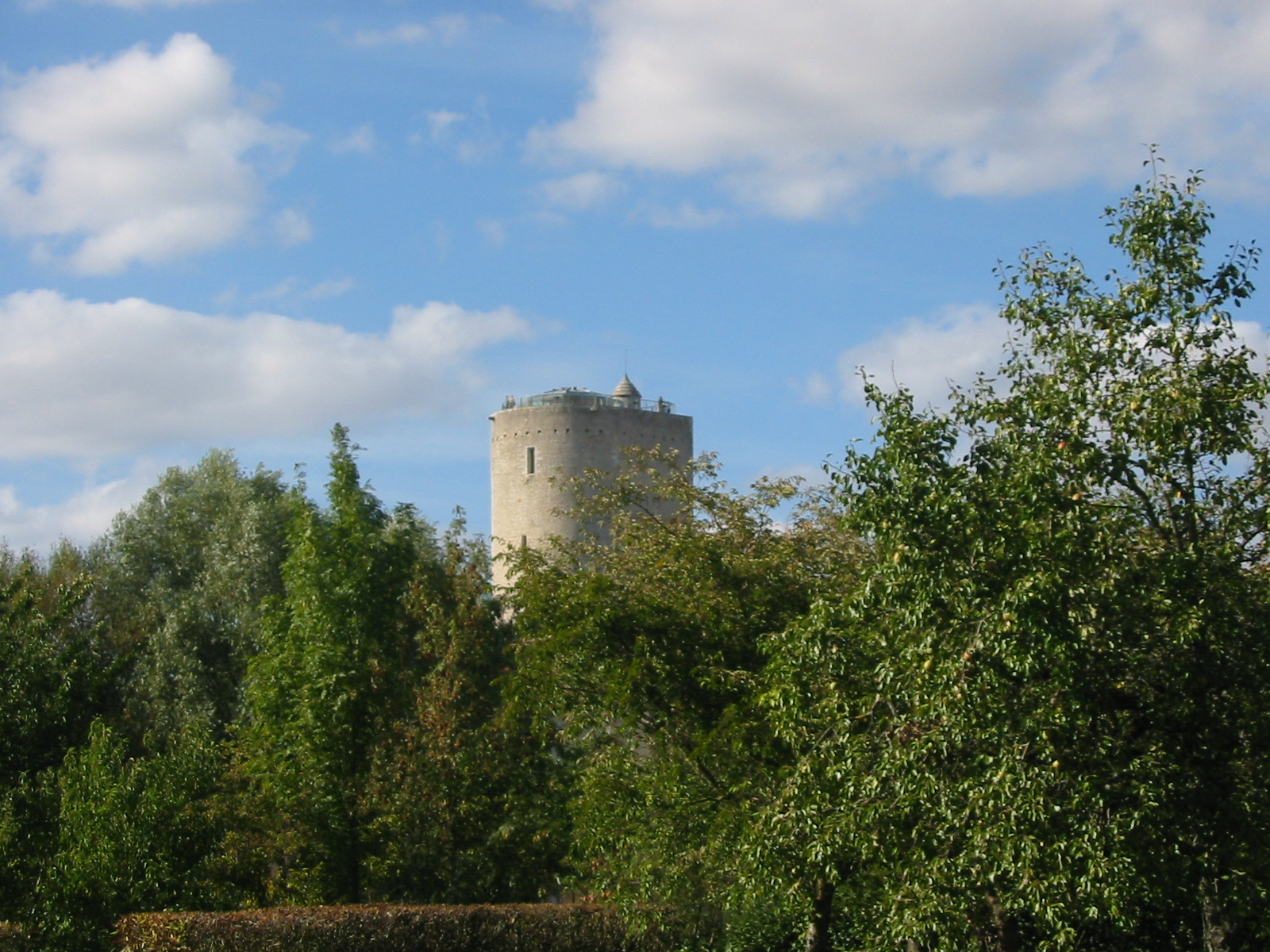
Белая башня
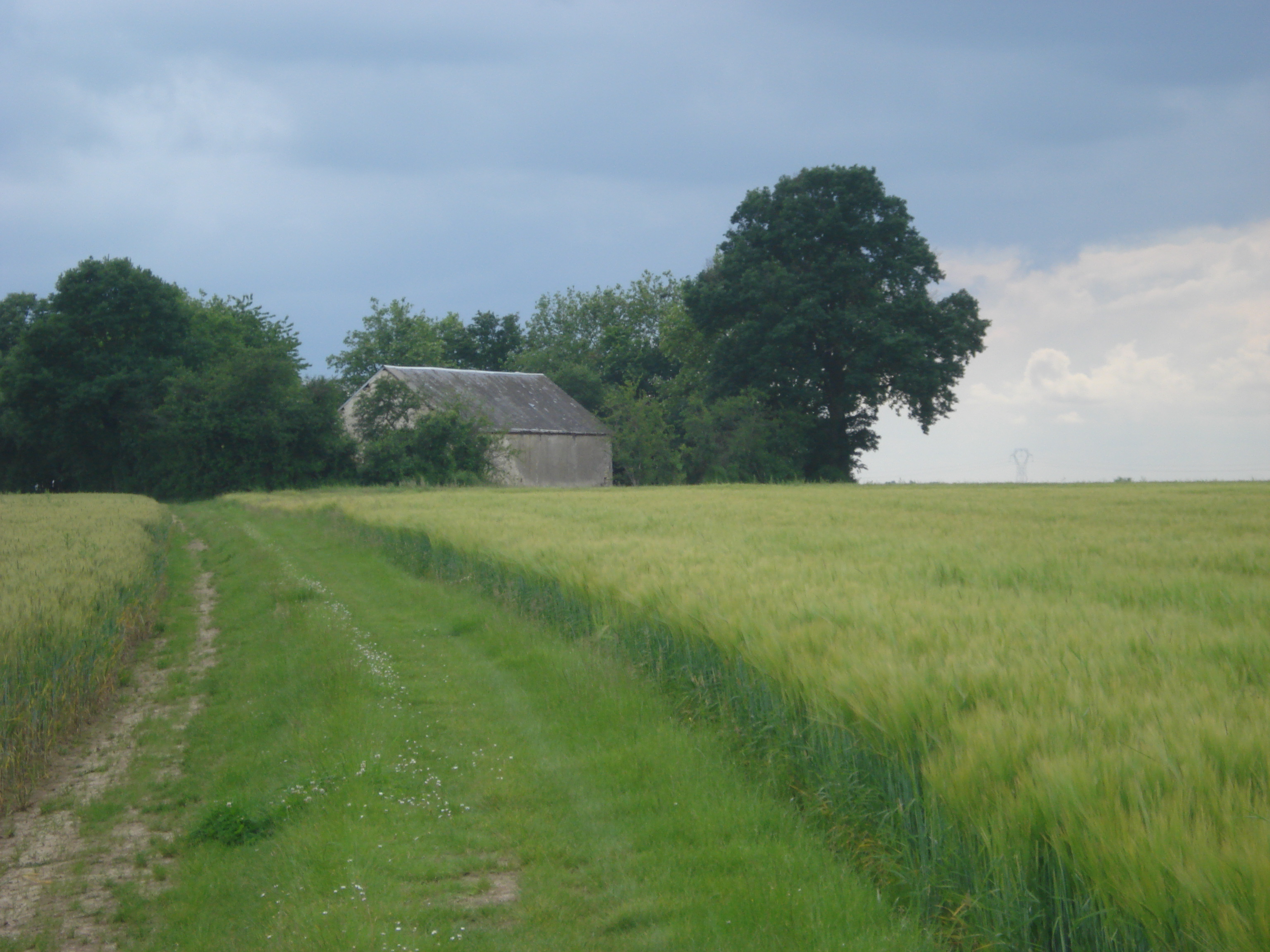
Природа около Исудёна
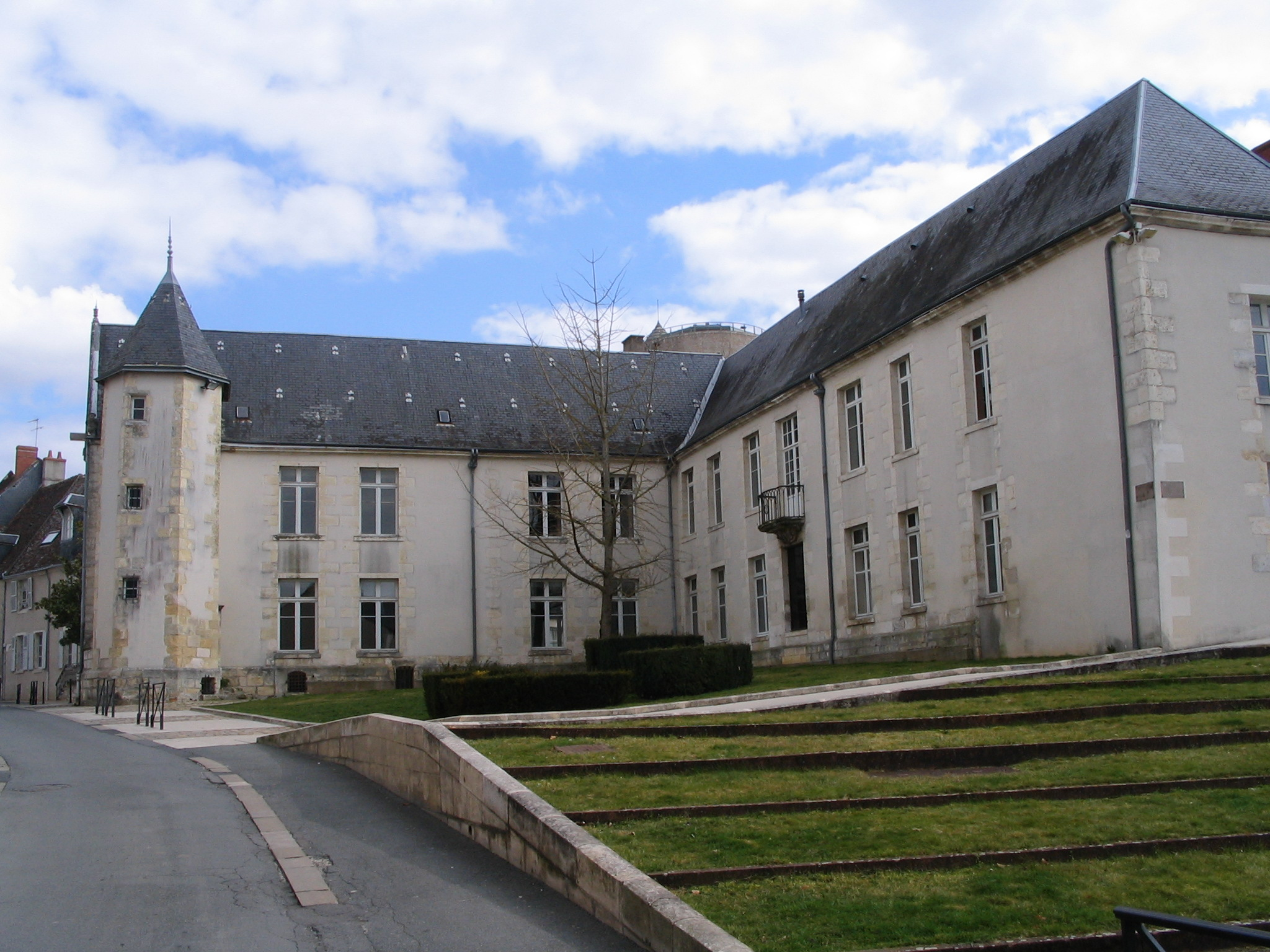
Мэрия
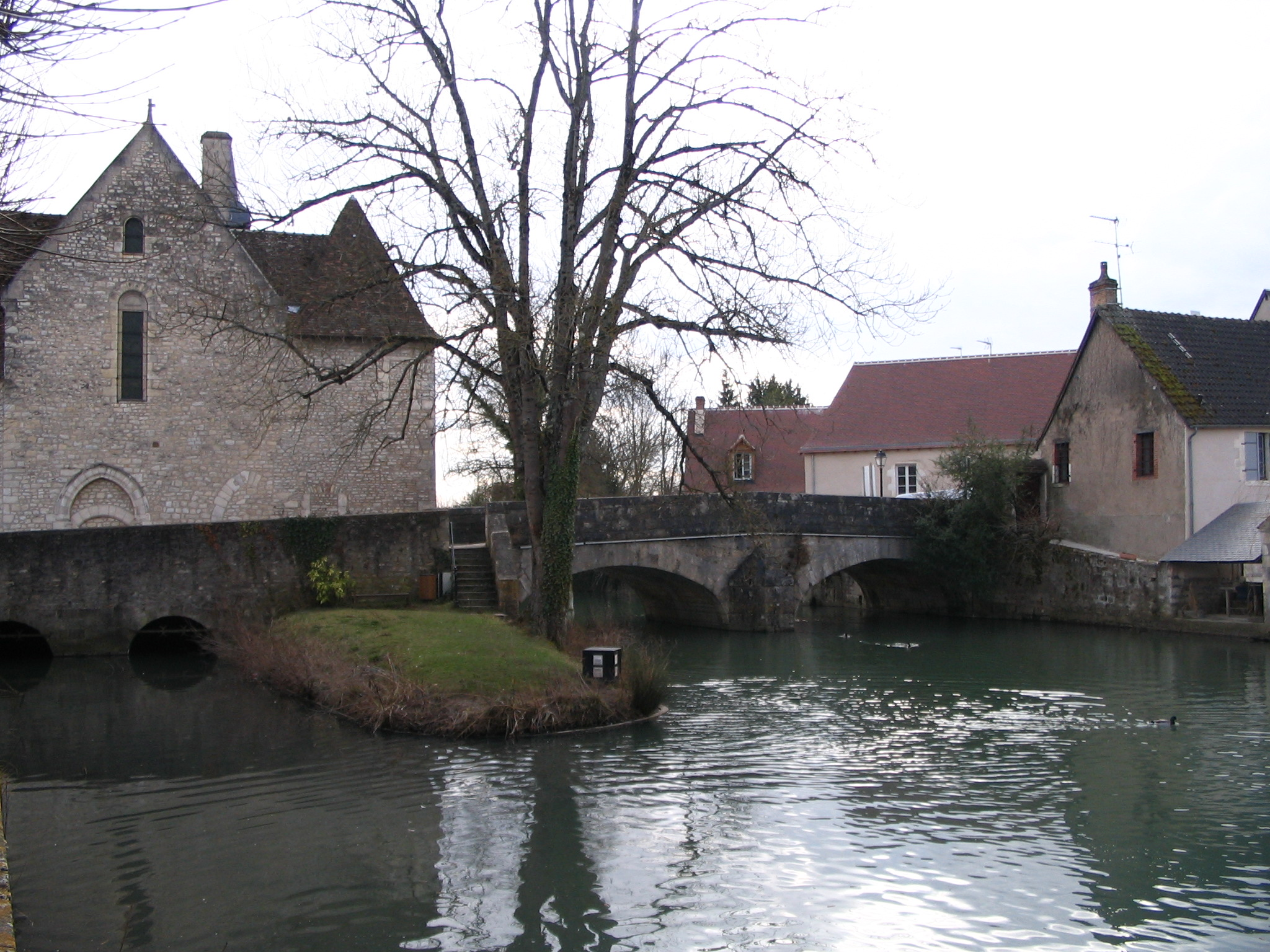
Река Теоль
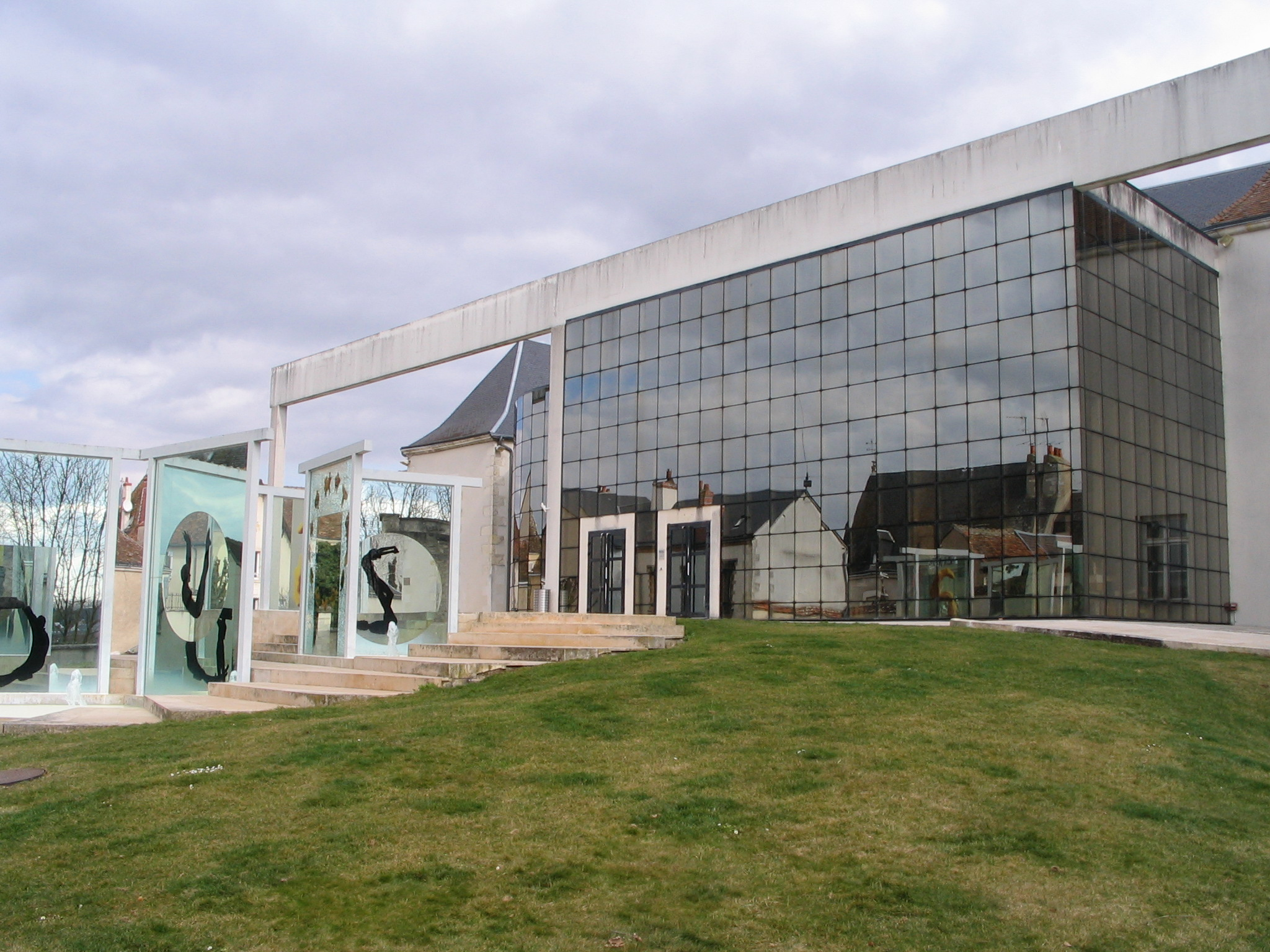
Площадь Прав человека
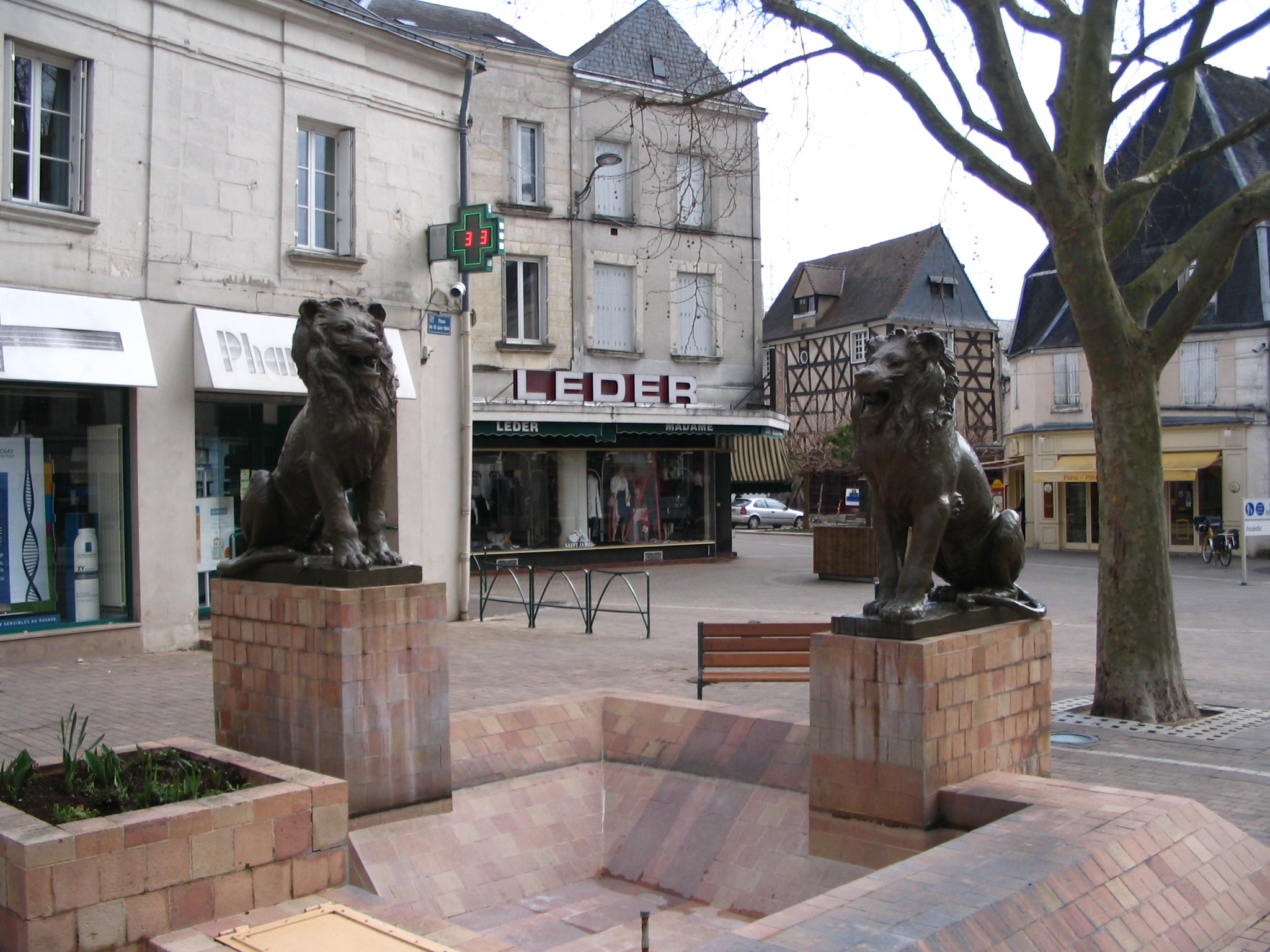
Площадь 10 июня 1944 года